# Tsaile, Arizona
Tsaile, Arizona (енгл. Tsaile) насељено је место без административног статуса у америчкој савезној држави Аризона.

## Демографија
По попису из 2010. године број становника је 1.205, што је 127 (11,8%) становника више него 2000. године.
| Група             | 2000.     | 2010.     |
| Белци             | 39 (3,6%) | 41 (3,4%) |
| Афроамериканци    | 1 (0,1%)  | 3 (0,2%)  |
| Азијати           | 1 (0,1%)  | 0 (0,0%)  |
| Хиспаноамериканци | 14 (1,3%) | 18 (1,5%) |
| Укупно            | 1.078     | 1.205     |